# حبیبور رحمان (ورزشکار)
حبیبور رحمان (انگلیسی: Habibur Rehman; ۱۵ اوت ۱۹۲۵ – ۱۹ ژانویهٔ ۱۹۸۴) ورزشکار هاکی روی چمن اهل پاکستان بود.